# Dirk van der Aa

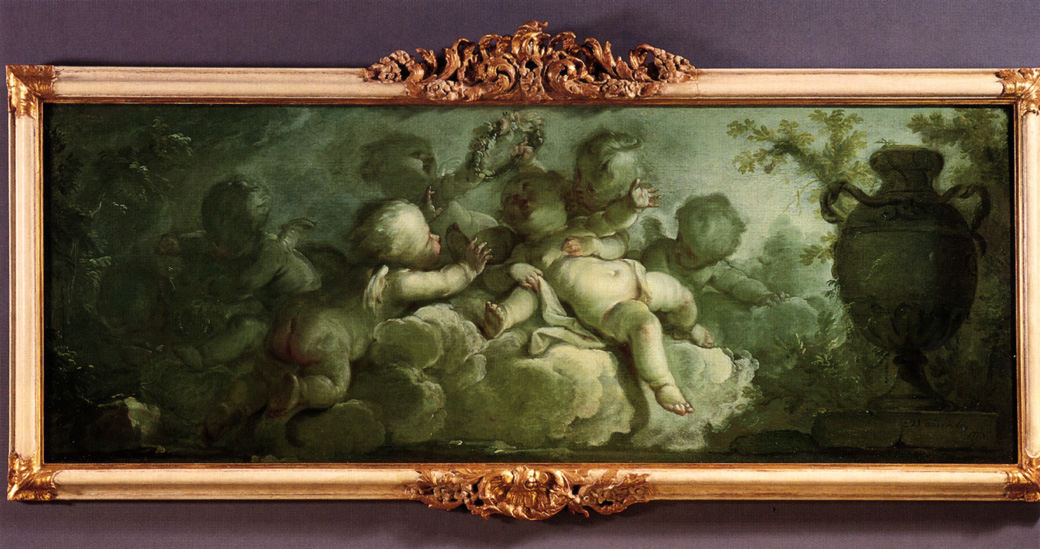
Dirk van der Aa (1731-1809): Spielende Putten auf Wolken (Playing Putti on Clouds). Ký tên và ghi ngày "D. Vander Aa / 1773". Dầu trên vải, 119 x 45 cm

Dirk van der Aa (1731 - 23 tháng 2 năm 1809) là một họa sĩ rococo người Hà Lan, người nổi tiếng với tác phẩm phúng dụ của mình.

## Cuộc đời
Ông sinh ra ở The Hague, và theo học Johann Heinrich Keller, và sau đó là Gerrit Mes, người mà sau này ông đã cùng mở một cuộc triển lãm; họ chuyên về các bức tranh trang trí lấp lánh. Evert Morel, Cornelis Kuipers, Johan Christiaan Roedig và Andries van der Aa là các học trò của ông. Ông qua đời tại thành phố La Hay, quê hương của ông.

## Tác phẩm
- Allegory of Summer: Cherubs disporting in a landscape (1775),  một phần của một cặp tranh với Allegory of Autumn (xem tranh tại Artnet)
- Spielende Putten auf Wolken (Playing Putti on Clouds) (1773)
- An overdoor: Putti desporting on clouds by a vase on pedestal (1773) (xem tranh tại Artnet)
- Spielende Putten, Allegorie des Sommers (Playing Putti, allegory of summer), (xem tranh tại Artnet)